# Юйшэ
Юйшэ́ (кит. упр. 榆社, пиньинь Yúshè) — уезд городского округа Цзиньчжун провинции Шаньси (КНР).

## История
При империи Западная Хань был создан уезд Неши (涅氏县). При империи Восточная Хань он был переименован в Несянь (涅县). При империи Западная Цзинь из него были выделены уезды Усян и Ляоян (镣阳县).
При империи Суй в 617 году из уезда Усян был выделен уезд Юйшэ.
При империи Сун в 1074 году уезд Юйшэ был присоединён к уезду Усян, но в 1086 году восстановлен.
При империи Юань в 1266 году уезд Юйшэ был присоединён к уезду Ляошань (辽山县), но в 1269 году создан вновь.
В 1949 году был образован Специальный район Юйцы (榆次专区), и уезд вошёл в его состав. В 1958 году Специальный район Юйцы был переименован в Специальный район Цзиньчжун (晋中专区); при этом уезд Юйшэ был присоединён к уезду Усян Специального района Цзиньдуннань (晋东南专区). В 1960 году уезд Юйшэ был воссоздан, и вновь перешёл под юрисдикцию Специального района Цзиньчжун.
В 1970 году Специальный район Цзиньчжун был переименован в Округ Цзиньчжун (晋中地区).
В 1999 году постановлением Госсовета КНР были расформированы округ Цзиньчжун и город Юйцы, и образован городской округ Цзиньчжун.

## Административное деление
Уезд делится на 4 посёлка и 5 волостей.